# قلعة مالمو
قلعة مالمو (السويدية: Malmöhus, الدانماركية: Malmøhus) هي حصن يقع في مدينة مالمو في محافظة سكانيا في جنوب السويد.

## التاريخ
شيدت القلعة الأولى في العام 1434 من قبل الملك اريك من بوميرانيا. تم هدم هذا المبنى جزئيا في أوائل القرن 16، وبناء جديد في مكانه في عقد ال1530 من قبل الملك كريستيان الثالث من الدنمارك. تعتبر هذه القلعة واحدة من أهم معاقل الدنمارك تاريخيا.
في السنوات الخمس ما بين 1568 و1573، كانت القلعة سجنا لجيمس هيببرن، إيرل بوثويل الرابع الزوج الثالث للملكة ماري ملكة الاسكتلنديين. تم اعتقال الإيرل بأوامر من الملك الدانمركي البروتستانتي فريدريك الثاني عندما جنحت سفينته في بيرغن في النرويج أثناء عاصفة. تم إرساله لكي يسجن في قلعة مالمو، على الرغم من أنه كان قد أطلق سراحه من سجن برج لندن لعدم كفاية الأدلة في تهمة قتل زوج الملكة ماري الثاني هنري ستيوارت، اللورد دارنلي. كونه أعزبا، تودد الملك فريدريك الثاني من إليزابيث الأولى من إنكلترا التي أعطته لقب فارس الرباط. تشير بعض المصادر إلى سبب آخر لتدخل الملك الدنماركي في هذا الأمر، فيعتقد أنه كان يأمل بتحصيل فدية من اسكتلندا.  توفي إيرل بوثويل في 1578 في قلعة دراغسهولم على جزيرة زيلاند الدنماركية حيث كان قد تم نقله بعد قضائه خمس سنوات في قلعة مالمو دون أن تحصل أية مفاوضات بين الدنمارك واسكتلندا من أجل إطلاق سراحه.